# Brisamar (João Pessoa)
Jardim Brisamar é um bairro nobre da Zona Leste do município de João Pessoa, capital do estado da Paraíba. 
É um bairro que tem uma pequena área, muitos confundem com o bairro de Jardim Luna, porque na verdade faz parte da área de influência do bairro vizinho mais famoso (a exemplo de bairros que tecnicamente não são parte dos Bancários na zona sul, mas se comportam como se fossem distritos do mesmo numa espécie de "macro-bairro" ou "Grande Bancários").